# Rawson (Australia)
Rawson – miasto w Australii, w stanie Wiktoria.